# 黎質

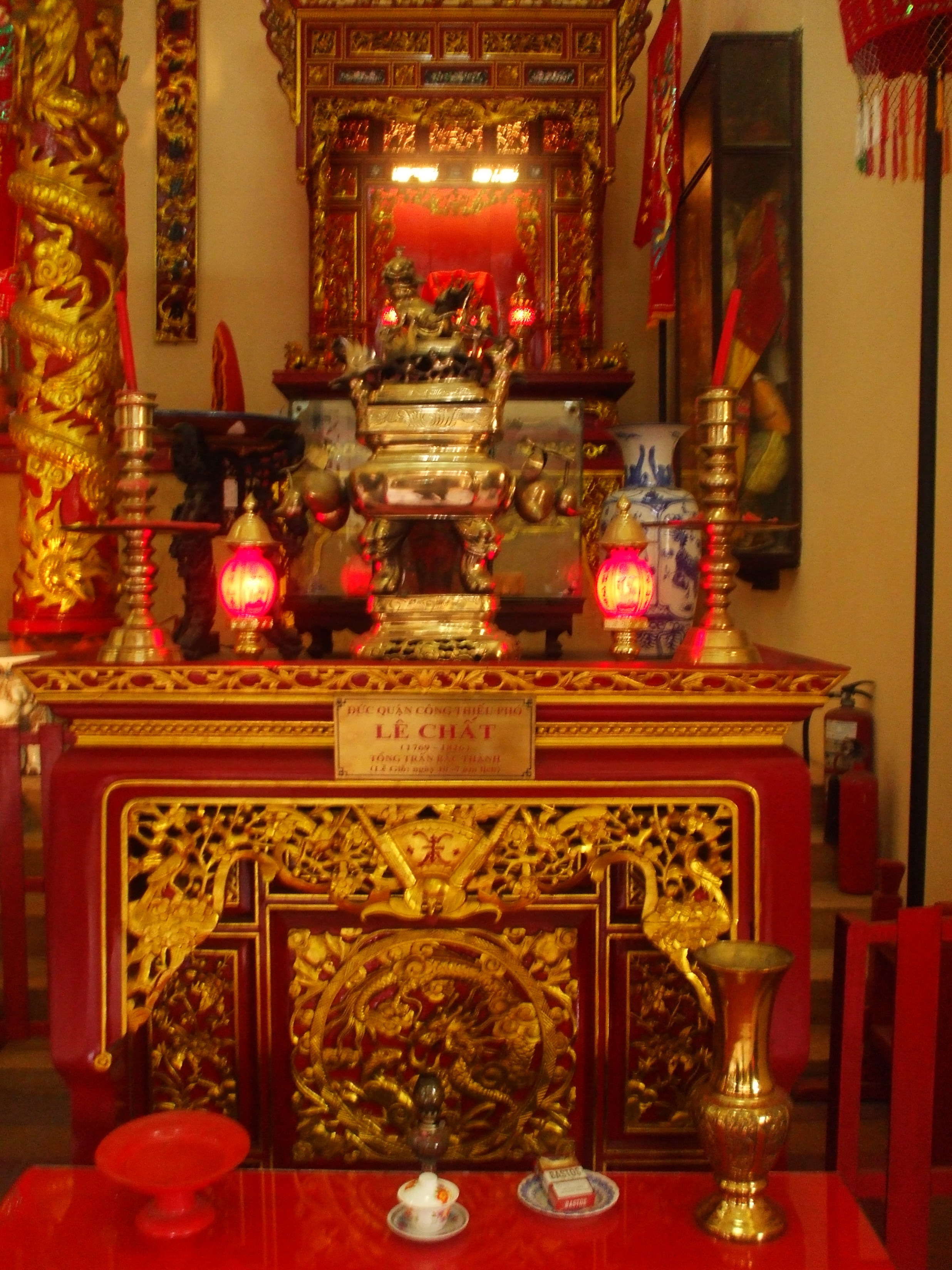
黎質

黎質（越南语：／；1769年—1826年8月14日），本名黎宗质（越南语：／），避紹治帝諱改稱“黎質”，越南軍事人物。原為西山朝將領，後投奔舊阮，成為阮朝初期的重要將領。

## 生平
黎質出生在平定府符美縣（今平定省符美縣）。越南爆發西山起義之後，黎質前去投奔西山軍，因能征善戰而逐漸升為都督。司隸黎忠愛其才，把女兒黎氏瑳嫁給了黎質。黎質在西山軍中驍勇善戰，舊阮軍每與交戰，多為所敗。
1795年，西山朝發生內亂，武文勇殺死專權的太師裴得宣。此後武文勇與另一位將軍陳光耀又發生內訌。黎質看到西山朝的衰敗，多次勸說黎忠投奔舊阮，但黎忠一直猶豫不決。於是黎質在1797年阮福映北伐期間，同延慶城的舊阮先鋒營阮文性私下勾結，欲綁架黎忠獻歸仁城投降。阮福映認為黎質為人狡猾，對此半信半疑。因此黎質的計謀失敗。而黎忠後來也知道了這件事，斥責了黎質，黎質不敢再輕舉妄動。
翌年，歸仁城的孝公阮寶欲獻城投降，但遭景盛帝阮光纘的殺害，這就是小朝之變。阮光纘懷疑黎忠也參與了密謀，將黎忠逮捕殺害；又派人去逮捕黎質，黎質用毒酒殺死了一名與自己長得相像的僕人，讓阮光纘以為自己自殺身亡，自己則躲了起來。這不僅矇騙了阮光纘，連黎質的親生母親陶氏都被騙了，痛哭失聲。黎質得以躲過西山朝的追殺，攜母親妻小逃往茶同山（在今廣義省）隱居。待風聲過後，黎質投奔西山朝歸仁的總管黎文清，受到黎文清的器重。1799年阮福映率大軍攻打歸仁的時候，黎質率其部眾百餘人投奔舊阮的武性。阮福映命武性將黎質的家眷接到嘉定（今胡志明市）。黎質在此次攻打歸仁城中立下大功，他得到了守將阮文應逃跑的情報，在途中截擊，大破之。歸仁鎮守黎文清、尚書阮太樸獻城投降。阮福映改歸仁城為平定城，揀選三縣軍設置御林軍五屯，以黎質為左屯都統制，為武性部將。
1800年，西山朝派陳光耀、武文勇圍攻歸仁。武性認為黎質是新附之將，對其不信任，派黎質率部回嘉定待命。翌年隨阮福映北上支援，黎質皆死戰。御林軍右屯都統制徐文昭本是西山朝降將，此時趁機率部投奔西山朝。這使黎質非常不安，欲向阮福映辯解，說明自己的忠誠。但阮福映卻說徐文昭的叛逃可能是思鄉心切的緣故，並說自己對黎質絕對信任，還命人厚賜黎質的家屬。黎質非常感動。1801年，西山朝參督范文恬攻破富安，欲切斷舊阮的糧餉供應。黎質奉命征討，大破范文恬於會安。同年阮福映率軍攻打富春（今順化），黎質與黎文悅為先鋒。西山朝駙馬范文治據山頑抗，黎文悅採納黎質的建議，從背後襲擊西山軍，迫使范文治逃跑。景盛帝阮光纘向北逃跑。阮福映命黎質率步兵、阮文張率水兵追擊，至南布政之地，阮光纘已渡江逃跑，二人只得班師而歸。有人告發黎質鳴鼓徐行，導致了阮光纘的逃脫，但阮福映不信。
而此時西山朝的陳光耀、武文勇正在圍攻歸仁，得知富春失守，遣司寇定率軍回援。黎質、黎文悅在中途截擊，司寇定大敗，逃往哀牢，旋即死去。其部將黎文慈投降。黎文慈是黎質妻子的長兄，黎質盡數收編了被俘和投降的西山軍，勢力得到壯大。黎質、黎文悅、宋曰福又率軍援歸仁，途中大破西山軍於廣義。在這次戰鬥中，黎質與黎文悅成為好友，黎文悅對黎質言聽計從。阮福映對二人成為好友甚為高興，希望他們協力效忠於自己。同年秋，黎質被封為郡公。1802年，黎質升欽差掌後軍、平西將軍，與黎文悅率步兵討伐西山朝，擒阮光纘而歸。阮福映登基稱帝，改元嘉隆，建立阮朝。阮朝的老將鄧陳常等人對新附之將黎質成為平西將軍頗有異議，但嘉隆帝不以為然。
1803年，黎質與范文仁、阮文謙負責營造順化皇城。
1810年，北城總鎮阮文誠為奔母喪而辭職。阮黃德成為新的總鎮。黎質為協總鎮、范如登為參協總鎮。在任期間曾鎮壓北城的叛亂。1818年被任命為北城總鎮。黎質請求辭職，但不准。1826年，黎質之母陶氏死去，黎質辭職回鄉奔喪。明命帝以協總鎮阮文慎代其總鎮之職，黎質仍掌後軍，回鄉奔喪。同年黎質也逝世，明命帝輟朝三日悼之，厚賜財帛，追贈少傅，諡忠毅。
1836年，吏部左侍郎黎伯秀追參黎質生前言行不道、不臣，並擬定其死罪六條、大罪十條。明命帝准奏，命平富總督武春謹夷平黎質墓，在墓的原址上豎立石碑，上書“奸臣黎質伏法處”。其諡號和官爵被剝奪，家産被籍沒。其妻黎氏瑳，子黎瑾、黎張、黎常、黎騎等皆斬首處死。